# Ismael Alexandrino Júnior
Ismael Alexandrino Junior (São Luís de Montes Belos, 26 de julho de 1983), é médico e político brasileiro, filiado ao Partido Social Democrático.
Foi secretário da Saúde de Goiás no governo de Ronaldo Caiado. Nas eleições de 2022, foi eleito deputado federal por Goiás com 54.791 votos (1,59% dos votos válidos).